# Lisaea papyracea
Lisaea papyracea är en flockblommig växtart som beskrevs av Pierre Edmond Boissier. Lisaea papyracea ingår i släktet Lisaea och familjen flockblommiga växter. Inga underarter finns listade i Catalogue of Life.